# Bettina Wulff
Bettina Wulff, född Körner 25 oktober 1973 i Hannover, är hustru till Christian Wulff, Tysklands förbundspresident mellan 2010 och 2012.  

## Biografi

### Utbildning och familj
Wulff växte upp i Grossburgwedel i Niedersachsen och har en högskoleexamen i tillämpad medievetenskap och mediejuridik.  Efter avslutade studier har hon arbetat som presstalesperson.
Hon är sedan 3 mars 2008 gift med Christian Wulff, då Niedersachsens ministerpresident och mellan 30 juni 2010 och 17 februari 2012 Tysklands förbundspresident.  Bettina Wulff har tillsammans med Christian Wulff en son född 2008 och i ett tidigare förhållande en son född 2003.  Familjen är sedan 2012 bosatt i Grossburgwedel utanför Hannover.

### Tysklands första dam
Som Tysklands första dam mellan 2010 och 2012 engagerade hon sig utöver ämbetsplikterna som statschefens hustru även ideellt inom stöd till utsatta familjer.
I september 2012 publicerade hon tillsammans med Nicole Maibaum självbiografin Jenseits des Protokolls, som handlar om hennes tid som presidenthustru.  I boken bemöter hon den kritik paret möttes av i samband med den så kallade Wulffaffären under 2011 och 2012, som ledde till maken Christian Wulffs avgång som förbundspresident.
Bettina Wulff är sedan 2012 egenföretagare inom PR-branschen.